# Ломблен
Ломблен или Лембата (на индонезийски: Lomblen, Lembata) е остров от групата на малките Зондски острови, разположен между море Банда на север и море Саву на юг. Островът е територия на Индонезия. Площта му е 1266 km². На запад от него са по-малките острови Адонара и Солор, а на изток – Пантар. Към 2020 г. населението е 136 000 души. Релефът е предимно планински (с максимална височина 1737 m) и хълмист. На острова има 3 действащи вулкана: Илилабалекан, Иливерунг и Левотоло. Климатът е субекваториален, мусонен, с годишна сума на валежите около 1000 mm. Естествената растителност е представена от малки горички съставени от палми аланг-аланг и кокосови, евкалиптови и тикови дървета. Местното население се занимава с тропично земеделие и риболов. Главните населени места са градовете Балаурин и Леволеба. 